# Cordia pulverulenta
Cordia pulverulenta là loài thực vật có hoa trong họ Mồ hôi. Loài này được (Urb.) Alain mô tả khoa học đầu tiên năm 1956.